# شیت (نکا)
شیت روستایی در ۴۵ کیلومتری جنوب شرقی شهرستان نکا در استان مازندران واقع است. این روستا از نظر تقسیمات شهری در بخش هزارجریب و دهستان استخر پشت می‌باشد . جمعیت این روستا حدود ۱۲۰۰ نفر می‌باشد .